# Diocesi di Caorle
La diocesi di Caorle (in latino Dioecesis Caprulana) è una sede titolare della Chiesa cattolica, già diocesi, soppressa nel 1818; la cattedrale era il duomo di Santo Stefano di Caorle.

## Storia
Le prime notizie sull'erezione della diocesi risalgono al VII secolo, anche se dati più certi si hanno solo a partire dal X secolo. Probabilmente la nascita della diocesi si deve alla migrazione delle popolazioni delle vicine città dell'entroterra (in particolar modo Concordia Sagittaria), a seguito delle invasioni barbariche degli Unni o dei Longobardi, verso l'abitato di Caorle, che già esisteva dal I sec. a.C.; ciò sarebbe testimoniato dalla dedicazione delle due cattedrali al medesimo patrono, santo Stefano protomartire. In quell'occasione lo stesso vescovo di Concordia riparò a Caorle, che si trovava nei domini bizantini, per un periodo imprecisato. All'epoca del vescovo di Concordia Pietro, agli inizi del IX secolo, la sede episcopale era di certo ritornata a Concordia, ma era avvenuta nel frattempo una scissione che aveva dato origine alla sede autonoma di Caorle (forse anche a causa dello scisma tricapitolino, parallelamente a quanto avvenne tra Aquileia e Grado).
Il territorio legato alla diocesi si estendeva a tutto il territorio cittadino e alle vicine zone paludose; alcuni documenti dell'epoca fissano i confini nei borghi di Cesarolo, Margarutis e Prades, così come Lugugnana e parte di San Stino di Livenza. Con i saccheggi del XIV secolo ad opera dei genovesi i territori e gli abitanti furono privati di gran parte delle ricchezze, costringendo anche i vescovi a non risiedere in città. Persino il clero doveva arrivare dalle vicine diocesi di Concordia e Ceneda; in questo modo, col passare degli anni, queste diocesi si impadronirono dei territori. Le rivendicazioni dei vescovi caprulani non furono mai ascoltate dalla Santa Sede. Questo spiega perché oggi la frazione di San Giorgio di Livenza cade sotto la giurisdizione della diocesi di Vittorio Veneto.
Secondo Aurelio Bianchi-Giovini, biografo di Paolo Sarpi, quella di Caorle era la diocesi più prestigiosa della Venezia marittima, data la sua antichità, ma anche la più povera, al punto che i vescovi scelti erano spesso frati. Proprio per questo motivo il Sarpi chiese al papa di essere nominato vescovo di Caorle, per fuggire ai suoi avversari. Tuttavia gli fu preferito il francescano Lodovico de Grigis (1601-1609).
(Aurelio Bianchi-Giovini, Biografia di frà Paolo Sarpi, 1846)
L'11 maggio 1807 la diocesi fu soppressa per decreto del Regno d'Italia napoleonico, e l'ultimo vescovo, Giuseppe Maria Peruzzi, fu traslato a Chioggia. Il 1º maggio 1818 papa Pio VII con la bolla De salute Dominici gregis confermò il decreto imperiale e stabilì l'unione della diocesi al patriarcato di Venezia. Al momento della soppressione, la diocesi comprendeva una sola parrocchia, la cattedrale di Santo Stefano, e la curazia della Risurrezione a Ca' Cottoni.
Successivamente, come ricorda una lapide posta all'interno della cattedrale, in memoria dell'antica storia vescovile della città e in particolare del duomo, l'allora cardinale patriarca Angelo Roncalli nominò l'arciprete pro tempore del duomo di Caorle canonico onorario della basilica metropolitana di San Marco e, una volta salito al soglio di Pietro, gli conferì la dignità di protonotario apostolico, con la facoltà di celebrare quattro messe pontificali all'anno.
Dal 1968 Caorle è annoverata tra le sedi vescovili titolari della Chiesa cattolica; dal 25 marzo 1995 l'arcivescovo, titolo personale, titolare è Juliusz Janusz, già nunzio apostolico in Slovenia e delegato apostolico in Kosovo.

## Memorie dei vescovi

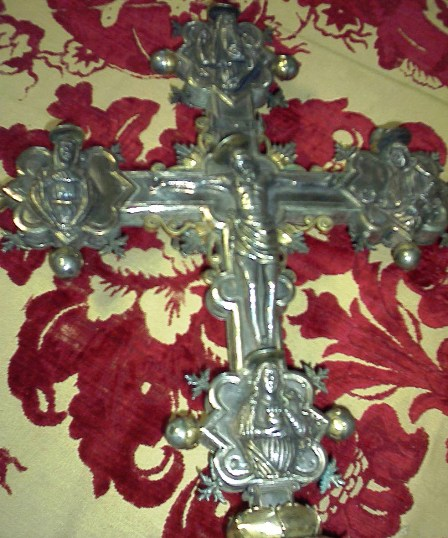
Fronte della croce capitolare di Caorle, risalente alla prima metà del Cinquecento

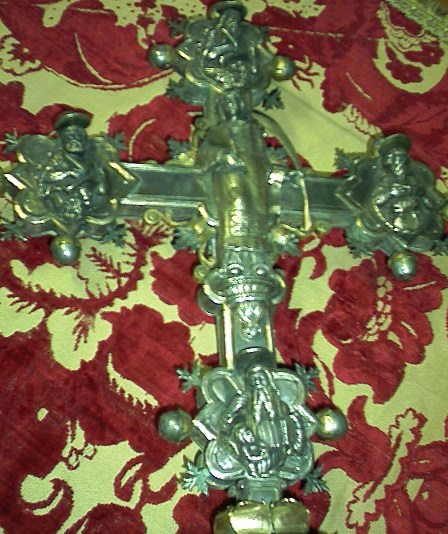
Retro della croce capitolare di Caorle, risalente alla prima metà del Cinquecento

Numerose sono le testimonianze lasciate dai vescovi di Caorle, nel duomo e nel museo liturgico, così come in molte chiese di Venezia, consacrate dagli stessi vescovi caprulani. Per quanto riguarda la cattedrale, il primo segno che si incontra è l'epitaffio del vescovo Buono sul gradino del portone principale; all'interno si trovano i sepolcri dei vescovi Daniele Rossi di Burano (in prossimità del soffitto della navata destra), ornato con gli stemmi della famiglia, e Giovanni Vincenzo de Filippi. In particolare, sulla lapide della tomba di quest'ultimo, si legge:
Sulla parete sinistra della navata centrale, all'altezza del presbiterio, è affrescato lo stemma del vescovo Giuseppe Maria Piccini, che ristrutturò la struttura del presbiterio.

Sulla parete della navata sinistra è esposta una lapide con lo stemma del vescovo Pietro Martire Rusca, che riconsacrò la chiesa il 30 agosto 1665; in fondo alla navata sinistra, affrescato sul tamburo dell'absidicola, lo stemma di papa Sisto V testimonia il legame tra il vescovo Girolamo Righetto e la Santa Sede, nel XVI secolo.

Sulla navata destra, oltre alla tomba del vescovo Rossi, campeggia sopra la porta della sacrestia lo stemma del vescovo Francesco Andrea Grassi, contornato da due cornucopie, che sormonta una lapide commemorativa dei restauri dell'episcopio nel 1700. In fondo, nell'absidicola, è posto il Battistero, con iscrizioni e stemmi della comunità religiosa e civile; lo stemma del vescovo è quello di Girolamo Righetto.
Nel museo liturgico parrocchiale sono conservati diversi paramenti sacri, piviali, pianete, stole e manipoli con gli stemmi dei vescovi Giovanni Vincenzo de Filippi e Francesco Antonio Boscaroli.
Nel Santuario della Madonna dell'Angelo si trova la tomba del vescovo Francesco Trevisan Suarez, sepolto ai piedi del coro; si deve a lui la prima ristrutturazione del santuario dalla forma primitiva a pianta basilicale, alla metà del XVIII secolo; la forma attuale del santuario, sulla struttura voluta dal vescovo Suarez, si deve agli ultimi lavori di ristrutturazione seguiti al voto del 2 gennaio 1944.
Un'ultima insegna dei vescovi caprulani è apposta sopra l'ingresso principale della chiesa di Santa Maria Elisabetta del Brian, con lo stemma del vescovo che ne portò a compimento i lavori di costruzione, Francesco Antonio Boscaroli.

## Cronotassi

### Vescovi
| nº   | Nome                                     | Periodo                                          | Eventi principali durante l'episcopato |
| ---- | ---------------------------------------- | ------------------------------------------------ | --- |
| 1    | Leone                                    | prima dell'875 - dopo l'877                      | Il suo nome compare per la prima volta in una lettera di papa Giovanni VIII alle diocesi di Caorle e Olivolo. Fu scomunicato per essere arrivato al sinodo di Ravenna dell'877 a lavori già svolti, e venne assolto per l'intercessione del doge Orso I Partecipazio. |
| 2    | Marino                                   | menzionato nel 919                               | È ricordato solo da Kehr e ripreso in fonti successive. |
| 3    | Giovanni                                 | menzionato nel 1053                              | Documentato in un atto di donazione del doge Domenico I Contarini. |
| 4    | Buono                                    | menzionato nel 1074                              | Il suo nome compare in un atto del 1074 del patriarca di Grado Domenico Acerboni. |
| 5    | Giovanni di Treviso                      | prima del 1107 - dopo il 1108                    | Il nome del vescovo Giovanni compare in molti atti a fianco a quello del doge Ordelaffo Falier, in particolare in quelli riguardanti viaggio del doge in Dalmazia. |
| 6    | Domenico Orio                            | menzionato nel 1117                              | Giura fedeltà al patriarca di Grado il 10 settembre 1117. |
| 7    | Pietro                                   | prima del 1127 - dopo il 1150                    | Partecipa al sinodo provinciale di Torcello del 1127 |
| 8    | Giovanni                                 | menzionato nel 1152                              | Partecipa al sinodo provinciale tenuto a Rialto dal patriarca Enrico Dandolo. |
| 9    | Domenico Tomba                           | menzionato nel 1180                              | Riceve da papa Alessandro III il mandato di applicare alcune disposizioni ai chierici di San Bartolomeo a Venezia. |
| 10   | Giovanni Tomba                           | menzionato nel 1197                              | Come il predecessore è probabilmente originario di Caorle; ai due vescovi Tomba è dedicata una calle del centro storico della città. |
| 11   | Angelo Marini                            | 22 maggio 1209 - 1210                            | Giura obbedienza al patriarca Angelo Barozzi. |
| 12   | Giovanni Malipiero                       | menzionato nel 1210                              | Era priore del convento di San Salvador a Venezia. |
| 13   | Angelo                                   | menzionato nel 1216                              | Durante il suo ministero consacra una chiesa a Concordia. |
| 14   | Natale                                   | 8 marzo 1226 - dopo il 1239                      | Il suo nome compare in una convenzione stipulata con il podestà di Caorle, Leone Sannuto, sul confine delle terre nella diocesi. |
| 15   | Rinaldo                                  | 24 settembre 1243 - ?                            | Elevato alla sede di Caorle da papa Innocenzo IV, in seguito ad una richiesta del Capitolo della cattedrale. |
| 16   | Vitale                                   | menzionato nel 1258                              | |
| 17   | Buono                                    | menzionato nel 1262                              | Il suo sepolcro si trova ai piedi della porta d'ingresso della cattedrale, con un enigmatico epitaffio in cui invoca le preghiere dei fedeli per la sua anima. |
| 18   | Marino                                   | menzionato nel 1264                              | Consacra la chiesa di San Felice a Venezia insieme al vescovo di Equilio. |
| 19   | Nicolò Natali                            | prima del 1284 - 13 febbraio 1297 deceduto       | Consacra la chiesa di San Geremia a Venezia insieme ad altri vescovi; ospita nel palazzo vescovile una riunione dei rappresentanti del doge Giovanni Dandolo e del patriarca di Aquileia sulla giurisdizioni di alcuni territori istriani; fu vicario generale del patriarca di Grado e partecipò al sinodo di Grado del 1296; il suo sepolcro si trova nella Basilica di San Giorgio Maggiore a Venezia. |
| 20   | Gioacchino                               | menzionato nel 1299                              | Il suo nome compare in un atto del 1299 che concedeva l'indulgenza ai pellegrini che visitavano, nella chiesa di Sant'Antonio di Padova. |
| 21   | Giovanni                                 | 1300 - dopo il 1305                              | Durante il suo ministero ha consacrato la chiesa di San Pantaleone a Venezia insieme ad altri vescovi. |
| 22   | Giovanni Zane, O.E.S.A.                  | 17 novembre 1308 - 1331 deceduto                 | Provvide alla costruzione della chiesa di Santa Marta; consacrò la chiesa di Sant'Agnese a Venezia insieme ai vescovi di Equilio e Chioggia. |
| 23   | Andrea Zorzi                             | 17 febbraio 1331 - 1350 deceduto                 | Eletto da papa Giovanni XXII alla chiesa caprulana, fu presente nel 1339 alla firma del trattato di pace tra Venezia e Verona nella basilica di San Marco; il suo sepolcro si trova nella chiesa di Santa Maria dei Servi a Venezia. |
| (24) | Gerardo                                  | 1348 - 6 novembre 1353 trasferito                | Eletto dal Capitolo della cattedrale e consacrato dal patriarca Andrea Dotto, ma non confermato da papa Clemente VI; trasferito da papa Innocenzo VI alla sede di Civita in Sardegna. |
| 24   | Bartolomeo                               | 1350 - ? deceduto                                | Eletto alla sede caprulana già da papa Clemente VI, confermato da Innocenzo VI dopo la disputa col vescovo Gerardo; il suo nome compare in alcuni atti accanto a quello del patriarca di Aquileia Ludovico della Torre. |
| 25   | Teobaldo                                 | 5 novembre 1365 - ? deceduto                     | Prima di Caorle, fu vescovo di Carre in partibus; consacrò le chiese veneziane di San Cassiano e San Giacomo alla Giudecca, insieme ad altri vescovi. |
| 26   | Bonaventura, O.F.M.                      | 16 dicembre 1381 - ? dimesso                     | Antivescovo di Clemente VII, si dimette nel 1383 circa; Clemente VII nomina al suo posto l'agostiniano Tommaso Cesselino. |
| 27   | Andrea Bon, O.P.                         | 1381 - 16 febbraio 1394 trasferito               | Succeduto a Teobaldo, il suo nome compare per la prima volta in un documento del 1388; fu vicario del patriarca Pietro Amely; trasferito da papa Bonifacio IX alla sede di Pedena. |
| 28   | Nicolò Bazia, O.F.M.                     | 16 febbraio 1394 - 1412 deposto                  | Rimosso dall'Antipapa Giovanni XXIII perché lontano dalla diocesi per oltre quattro anni. |
| 29   | Antonio de Caturcio, O.P.                | 1º ottobre 1412 - 1431 deceduto                  | Durante il suo ministero fu istituita la confraternita dell'Assunta, di cui restano testimonianze nell'altare di sant'Andrea in cattedrale. |
| 30   | Andrea da Montecchio                     | 14 maggio 1431 - 1434 trasferito                 | Fu traslato alla diocesi di Fossombrone. |
| 31   | Luca Muazzo, O.F.M.                      | 18 agosto 1434 - 1451 deceduto                   | Morì a Pordenone nel 1451. |
| 32   | Gottardo Calderari Pomo O.F.M.           | 12 maggio 1451 - 10 novembre 1456                | Secondo il Musolino, alla morte del vescovo Gottardo seguono 7 anni di sede vacante, mentre per altri storici fu traslato a sede ignota. |
| 33   | Giovanni da Marostica                    | 1457 - 12 luglio 1464 deceduto                   | |
| 34   | Antonio da Fabriano, O.F.M.              | 20 aprile 1465 - 1469 deceduto                   | Trasferito dalla sede di Suacia in Dalmazia. |
| 35   | Giacomo Mariani                          | 9 marzo 1470 - giugno 1470 deceduto              | |
| 36   | Pietro Carlo                             | 10 giugno 1470 - 1513 deceduto                   | Eletto da papa Paolo II; a lui si deve l'erezione del palazzo vescovile; su sollecitazione del vicario del patriarcato di Aquileia iniziò una visita in Carinzia per fare le veci del patriarca, essendo la sede vacante; resse il patriarcato di Aquileia fino alla nomina del patriarca Nicolò Donato, dopo la quale ricevette da papa Alessandro VI il beneficio della chiesa di Santa Maria di Aquileia; consacrò la chiesa di San Silvestro a Lorenzaga. |
| 37   | Daniele de Rubeis                        | 9 maggio 1513 - 1538 dimesso                     | Consacrò nel 1529 la chiesa di Santa Maria degli Angeli a Burano e la chiesa di Santa Maria a Blessaglia; fu canonico di Cividale e vicario dei patriarchi di Aquileia Domenico, Marino e Marco Grimani. Il suo sepolcro si trova nella navata destra della cattedrale, sorretto da due mensole all'altezza del soffitto. |
| 38   | Sebastiano de Rubeis                     | 30 ottobre 1538 - 1542 deceduto                  | Nipote del predecessore Daniele, fu vicario del patriarca Marino Grimani e canonico della cattedrale di Cividale. |
| 39   | Egidio Falcetta                          | 15 marzo 1542 - 30 gennaio 1563 trasferito       | Partecipò al Concilio di Trento dal 1546 al 1562 e fu lui a redigere il decreto De residentia; si distinse quando si scontrò col vescovo di Cadice Melchior Vosmediano, al quale diede dello scismatico per aver ritenuto che l'elezione dei vescovi non sarebbero dovute passare per l'approvazione del papa, e con il vescovo di Pécs Giorgio Draskovic (Juraj Drašković) sulla concessione della comunione con il calice ai laici. Fu traslato alla sede di Bertinoro proprio per i suoi meriti evidenziati nel concilio; il cardinale Carlo Borromeo aveva però espresso la volontà di servirsi della sua opera per la diocesi di Milano.                                                                  |
| 40   | Giulio Superchio, O.Carm.                | 30 gennaio 1563 - 16 ottobre 1585 deceduto       | Anch'egli, come il predecessore, partecipò al Concilio di Trento; consacrò le chiese di San Giuliano, San Francesco della Vigna, Santi Cosma e Damiano alla Giudecca e Santa Maria Formosa e gli altari delle chiese di San Sebastiano e San Giobbe. |
| 41   | Girolamo Righetto, C.R.L.                | 24 gennaio 1586 - 1593 deceduto                  | Consacrato a Roma per le mani di papa Sisto V, un tempo Inquisitore di Venezia (lo stemma del pontefice riportato nell'absidicola sinistra della cattedrale testimonia il particolare legame tra il vescovo e il papa); su incarico dello stesso Sisto V disegnò una carta di Roma lavorando con la mano sinistra, poiché era nota la sua particolare abilità nella cartografia. Consacrò le chiese di Ognissanti, e San Giobbe a Venezia; eresse una chiesa in valle altanea e lanciò una scomunica per alcuni cittadini che si opposero alla traslazione di un altare dalla vicina chiesa di Santa Maria Elisabetta di Brian.                                                                                |
| 42   | Angelo Casarino, O.P.                    | 5 luglio 1593 - 1º marzo 1600 deceduto           | Profondo conoscitore di matematica e astronomia; riconsacrò la chiesa di San Giobbe, profanata da fatti di sangue, e consacrò un altare nella chiesa di San Sebastiano. Il suo sepolcro si trova nella Cattedrale di San Nicolò a Treviso, luogo della sua morte. |
| 43   | Lodovico de Grigis, O.F.M. Ref.          | 24 gennaio 1601 - 1609 deceduto                  | Consacrò il santuario antoniano del Noce a Camposampiero. |
| 44   | Benedetto Benedetti                      | 18 agosto 1609 - 1629 dimesso                    | Consacrò la chiesa della certosa di Vedana a Mas; fu costretto alle dimissioni in seguito a diverbi avuti con il capitolo. |
| 45   | Angelo Castellari, O.M.                  | 17 settembre 1629 - 1641 deceduto                | Noto per aver provveduto ai restauri della cattedrale. |
| 46   | Vincenzo Milani                          | 1º luglio 1629 - 19 dicembre 1644 trasferito     | Già penitenziere maggiore della cattedrale, fu trasferito da papa Innocenzo X alla sede di Lesina in Dalmazia. |
| 47   | Giuseppe Maria Piccini, O.P.             | 20 marzo 1645 - 25 maggio 1648 deceduto          | Ridimensionò il presbiterio della cattedrale eliminando l'iconostasi (i resti della quale sono conservati nel duomo e nel museo liturgico) ed erigendo l'altare barocco che fu l'altar maggiore fino ai restauri post conciliari del 1975 (a testimonianza sulla parete sinistra del coro è affrescato il suo stemma); ebbe un contenzioso con i cittadini per i privilegi concessi ai deputati nella chiesa caprulana, che fu risolto dal doge Francesco Da Molin in favore dei cittadini. Il suo sepolcro si trova nella basilica dei Santi Giovanni e Paolo a Venezia. |
| 48   | Giorgio Darmini                          | 24 novembre 1648 - 30 agosto 1655 trasferito     | Fu trasferito da papa Alessandro VII alla sede di Cittanova. |
| 49   | Pietro Martire Rusca, O.F.M.Conv.        | 14 febbraio 1656 - 29 aprile 1674 deceduto       | Fu vice inquisitore a Padova ed inquisitore ad Adria. È soprattutto noto per aver riconsacrato la cattedrale il 30 agosto 1665, come testimonia un'iscrizione posta all'interno del duomo, poiché non esisteva precedente memoria dell'atto di consacrazione; inoltre eresse nello stesso tempio un altare dedicato a Sant'Antonio di Padova. Consacrò la chiesa di Santa Maria Elisabetta al Lido di Venezia. |
| 50   | Francesco Antonio Boscaroli, O.F.M.Conv. | 17 dicembre 1674 - 23 ottobre 1679 deceduto      | Fece erigere la chiesa di Santa Maria Elisabetta nella frazione di Brian; sulla facciata della chiesa è apposto il suo stemma. Dopo la sua morte seguono cinque anni di sede vacante. |
|      | Sede vacante                             | 1679 - 1684                                      | |
| 51   | Domenico Minio                           | 24 aprile 1684 - 5 giugno 1698 deceduto          | Si adoperò per il decoro del clero diocesano, emanando regolo in materia di abbigliamento e costumi; restaurò la cattedrale impedendo che vi fossero ancora sepolture, compreso il territorio del Battistero e del portico che collegava la chiesa al campanile ed al battistero. |
|      | Francesco Strada                         | 3 ottobre 1698 - 8 ottobre 1698 deceduto         | Vescovo eletto, morì 5 giorni dopo l'elezione; la sua tomba si trova nella chiesa di San Cipriano a Murano, dove si trova una lapide commemorativa. |
|      | Giuseppe Scarella                        | 1699 - 14 marzo 1699, deceduto                   | Vescovo eletto, morì prima di essere consacrato. |
| 52   | Francesco Andrea Grassi                  | 30 marzo 1700 - gennaio 1712 deceduto            | Eresse la chiesa di San Marco a Caorle ed iniziò la ricostruzione del Santuario della Madonna dell'Angelo; fu vicario capitolare del patriarcato di Venezia in occasione della traslazione a Brescia del patriarca Giovanni Badoer. |
| 53   | Daniele Sansoni                          | 11 luglio 1712 - 14 giugno 1717 trasferito       | Eletto da papa Clemente XI, restò solo cinque anni a Caorle e poi venne trasferito alla sede di Cittanova in Istria. |
| 54   | Giovanni Vincenzo de Filippi, O.S.M.     | 11 maggio 1718 - 16 febbraio 1738 deceduto       | Trasferito alla sede caprulana dalla diocesi di Zante e Cefalonia da papa Clemente XI; intraprese due visite pastorali, nel 1717 e nel 1726; è sepolto ai piedi dell'altare maggiore della cattedrale, con una lapide intesa a far ricavarne il nome con una sorta di enigma. |
| 55   | Francesco Trevisan Suarez                | 24 novembre 1738 - 25 gennaio 1769 deceduto      | Eletto vescovo di Caorle da papa Clemente XII; si spese con zelo instancabile per i fedeli caorlotti, tanto da risiedere nella cittadina a differenza degli altri suoi predecessori; sotto il suo governo pastorale in cattedrale fece atto di abiura dalle dottrine calviniste lo svizzero Giuseppe Per, venne completata la riedificazione del Santuario della Madonna dell'Angelo, al quale conferì la struttura attuale; eresse l'altare di Sant'Antonio abate in cattedrale e contribuì ad alcuni restauri del tempio. Inoltre si fece invano promotore presso i papi Clemente XII e Benedetto XIV dell'erezione di un seminario diocesano; è sepolto ai piedi del coro del Santuario da lui riedificato. |
| 56   | Benedetto Maria Civran                   | 6 agosto 1770 - 15 luglio 1776 trasferito        | Il suo nome compare negli atti della visita pastorale del 1771 e in alcuni scritti del capitolo della cattedrale di San Marco, che avevano incaricato lui per accogliere il doge al Lido di Venezia per lo Sposalizio del Mare in luogo del patriarca eletto Federico Maria Giovanelli, non ancora entrato in diocesi; di fronte all'iniziale rifiuto del vescovo di Caorle il capitolo scrisse che conobbe lesiva del proprio diritto l'introduzione che si tentava da parte di monsignor di Caorle, non essendo mai state introdotte novità al rito, specialmente in periodo di sede vacante. Fu trasferito alla sede di Chioggia.                                                                           |
| 57   | Stefano Domenico Sceriman, O.P.          | 16 dicembre 1776 - 1º giugno 1795 trasferito     | Eresse gli altari dello Spirito Santo e di Sant'Antonio di Padova nella cattedrale, in sostituzione dei preesistenti. Regolò anche, con alcune norme, il comportamento dei canonici del capitolo durante le celebrazioni. Fu trasferito alla sede di Chioggia. |
| 58   | Giuseppe Maria Peruzzi, C.R.L.           | 22 settembre 1795 - 18 settembre 1807 trasferito | Fu l'ultimo vescovo di Caorle; durante il suo ministero pastorale cadde la Repubblica di Venezia, e si ritrovò nel difficile periodo della transizione del potere politico; dopo la pace di Campoformio con cui il territorio di Caorle veniva annesso all'impero asburgico, il vescovo si schierò apertamente con i nuovi governanti, seguendo le direttive dell'imperatore Francesco II. Consacrò la chiesa di San Tomà a Venezia. Fu traslato a Chioggia in seguito alla soppressione della diocesi ad opera dell'imperatore Napoleone; il 1º maggio 1818 papa Pio VII confermò la soppressione, e unì la diocesi al patriarcato di Venezia.                                                                |

### Vescovi titolari
- Georges Kettel, C.I.C.M. † (19 dicembre 1968 - 16 luglio 1972 deceduto)
- John Francis Kinney † (9 novembre 1976 - 28 giugno 1982 nominato vescovo di Bismarck)
- Egidio Caporello † (24 luglio 1982 - 28 giugno 1986 nominato vescovo di Mantova)
- Gilberto Agustoni † (18 dicembre 1986 - 26 novembre 1994 nominato cardinale diacono dei Santi Urbano e Lorenzo a Prima Porta)
- Juliusz Janusz, dal 25 marzo 1995